# Barberêche
Barberêche là một đô thị trong huyện Lac của bang Fribourg. Đô thị này nằm ở "biên giới ngôn ngữ" giữa các khu vực nói tiếng Pháp và khu vực nói tiếng Đức của Thụy Sĩ, và có tên theo tiếng Đức là Bärfischen. Dân số năm 2003 là 574 người. 
Barberêche có độ cao 569 m trên mực nước biểnl, cự ly 5,5 km về phía bắc thủ phủ bang Fribourg (Freiburg). Khu vực ngoại vi nông thôn kéo dài dọc theo bờ bắc Schiffenensee, một hồ nhỏ có sông Saane/Sarine chảy qua, dưới chân núi Grand Bois ("Great Wood") trên cao nguyên Thụy Sĩ. Toạ độ của Barberêche là 46°51′B 7°10′Đ / 46,85°B 7,167°Đ.
Dân nói tiếng Pháp chiếm 74,2% dân số còn dân nói tiếng Đức chiếm 21,8% dân số. 1,3% dân số nói tiếng Bồ Đào Nha (năm 2000).